# 巴林奧林匹克委員會
巴林奧林匹克委員會（英語：Bahrain Olympic Committee）是巴林的國家奧林匹克委員會。該組織成立於1978年，是國際奧委會和亞洲奧林匹克理事會的成員。1984年，首次派員參加在美國洛杉磯舉行的夏季奧運會。由於巴林是回教國家，故該國未有派遣女子運動員參賽。但在2012年倫敦奧運會，巴林奧林匹克委員會首次派出女子運動員參賽，並奪得一面銅牌。
現時，巴林奧林匹克委員會的總部設在麥納瑪，主席是哈立德·本·哈迈德·阿勒哈利法亲王。

## 資料來源
1. ↑  .   [2014-01-22]. （原始内容存档于2014-01-21）.
2. ↑  "Female Gulf athletes make their mark in London Olympics". Al Arabiya News 2012 8 13

## 外部連結
- 巴林奧林匹克委員會